# Esperit del 12 de febrer

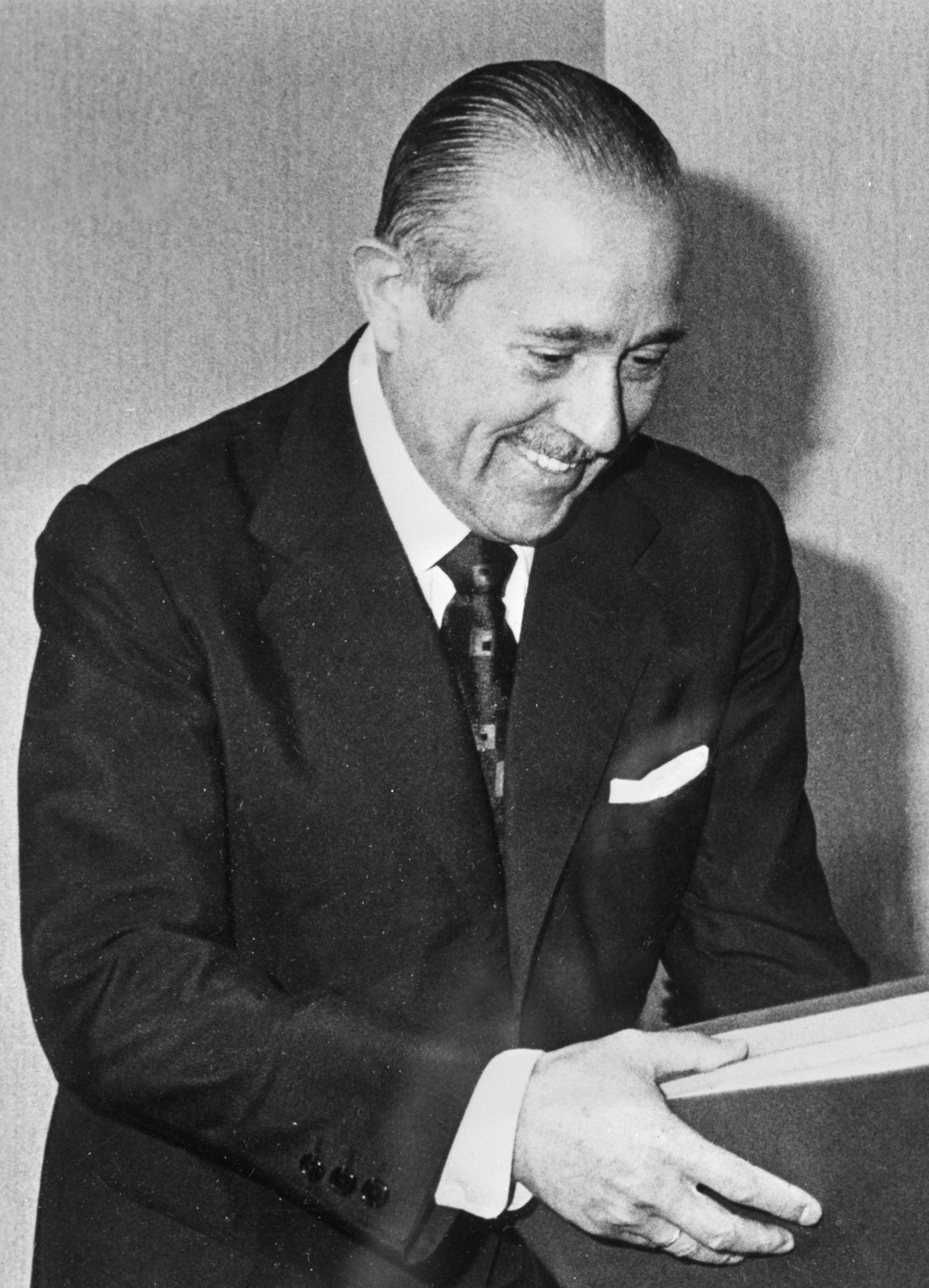
Carlos Arias Navarro, en una imatge de 1975.

Esperit del 12 de febrer va ser un programa moderadament reformista, que protagonitzà Carlos Arias Navarro, president de l'últim govern de Francisco Franco. Es va prendre com a nom la data d'un discurs pronunciat en aquesta data de 1974 davant les Corts Espanyoles, el punt de les quals més important va ser el d'associacionisme polític, que s'hauria de concretar posteriorment. Fets simultanis, com la coneguda Revolució dels Clavells de Portugal, van fer que Arias Navarro es replantegés el nou estatut d'associacionisme, de manera que mai es va portar a terme la seva obertura real, deixant-lo pràcticament com estava: Les associacions havien de tenir un mínim de 25.000 afiliats i una presència mínima de quinze províncies. Per descomptat havien de ser associacions compatibles amb el Movimiento Nacional.

## El nou govern d'Arias
El nou ministre, José García Hernández, era, com Arias, ex col·laborador del general Camilo Alonso Vega. L'antic ministre de Treball, el falangista Licino de la Fuente, provinent del govern de Luis Carrero Blanco, va ser conservat en el seu càrrec, cosa que no augurava res de bo per a la flexibilitat que calia en el camp laboral. En concret, Arias va conservar vuit ministres de Carrero Blanco i va introduir o reintroduir un cert nombre de buròcrates falangistes de la línia dura. Pràcticament, l'única concessió a la modernitat, i que en el seu moment va semblar petita, va ser la conservació d'Antonio Barrera de Irimo, president temps enrere de la Companyia Telefònica Nacional d'Espanya, en el càrrec de ministre d'Hisenda. El govern d'Arias no podia ser més retrògrad.
Amb tot, per a sorpresa de pràcticament tota la classe política, la seva primera declaració sobre la política a seguir va ser relativament liberal. El seu celebrat discurs del 12 de febrer de 1974 va oferir les bases per a una obertura controlada, en parlar d'una participació política més àmplia per a tots els espanyols, encara que dintre dels límits de l'ordre més estricte.

## Contingut del pla
Un pla limitat preveia l'elecció, enfront del nomenament governamental, dels alcaldes i alts funcionaris locals. El nombre de diputats electes en les Corts seria incrementat d'un 17 a un 35 per 100. Els sindicats verticals serien dotats d'un major poder de concertació. Es va prometre la creació d'associacions polítiques, però no de partits polítics. No era gaire i, a més, en els següents dos anys tot allò fou reduït al no-res pel búnker. Amb tot, es va tractar de la declaració més liberal mai efectuada per un ministre de Franco.
Al principi, la declaració va tenir la seva traducció en l'actitud menys repressiva cap a la premsa i els editors, adoptada per Pío Cabanillas, ministre d'Informació. Això, unit a un augment de la tolerància amb els sectors més moderats de l'oposició, va donar lloc a cert optimisme. Sigui com fos, el govern d'Arias va oscil·lar entre les promeses de liberalització i la més violenta repressió. Amb la salut de Franco ja en crisi es percebia una certa sensació de pànic. Arias s'adonava que la liberalització era una cosa que calia fer, però, enfrontat al malestar obrer i estudiantil i davant l'augment del problema terrorista (ETA, FRAP, FAC), va adoptar mesures àdhuc més dures. En part això era instintiu, però en aquest cas això era expressió de l'èxit del búnquer a manipular les reaccions reflexes del gairebé moribund Franco.
Mentre Franco continuava amb vida, la vella guàrdia del búnquer va continuar sent molt poderosa i capaç de mobilitzar-se contra les reformes, apel·lant als valors de la guerra civil. Això va fer insostenible la postura d'Arias. La seva tasca era la d'intentar ajustar les formes polítiques del règim a la nova situació socioeconòmica. En plena crisi energètica això es convertia en un repte impossible. A més dels problemes derivats de la urgència de cobrir les seves pròpies necessitats energètiques, Espanya patia les greus conseqüències de la crisi del petroli. La consegüent recessió a nivell europeu li costaria cara aviat en el que era una de les seves principals fonts de divises estrangeres: el turisme i les remeses dels treballadors emigrants. La perspectiva d'un augment de l'atur i d'una davallada del nivell de vida anticipava un paral·lel augment de la militància obrera, pel que un reforma política limitada semblava ser una concessió assenyada, amb la finalitat d'evitar problemes més seriosos a tota l'estructura de poder a Espanya.
Per desgràcia per a Arias, el fet de necessitar aplacar constantment al búnquer, el va obligar a adoptar mesures que van tenir un efecte contrari i que van destruir la seva credibilitat. Dues setmanes després del discurs del 12 de febrer, Arias es va veure obligat a provar que el nou esperit manifestat en la seva declaració no li impediria defensar els valors fonamentals del franquisme.

## Cas Añoveros
Després de la mort de Carrero es va produir una breu treva amb l'església. Arias havia parlat d'un nou enteniment i s'havia enviat una delegació al Vaticà, en un intent de millorar les relacions. No obstant això, el 24 de febrer el bisbe de Bilbao, monsenyor Antonio Añoveros Ataún, va publicar una pastoral en la qual es feia una crida perquè es reconegués la identitat cultural i lingüística del poble basc. Dir això poc després de l'assassinat de Carrero Blanco pels membres d'ETA, era més del que l'extrema dreta podia tolerar. Añoveros va ser acusat de llançar atacs subversius contra la unitat nacional. Arias es va plegar a les pressions i va condemnar Añoveros i el seu vicari general, monsenyor Ubieta López, a arrest domiciliari. Poc després, les esperances d'una reconciliació amb l'Església van desaparèixer per un maldestre intent d'expulsar Añoveros d'Espanya. El bisbe es va negar a abandonar el país, al·legant que només ho faria sota ordres directes del Papa. Una expulsió forçada seria considerada una violació del Concordat i portaria amb ella l'excomunió de tot catòlic que posés les mans damunt el bisbe. L'assumpte va atreure molta expectació i es va convertir en qüestió extremadament delicada per al Govern espanyol. Arias es va veure forçat, al final, a procedir a una humiliant retirada, i després d'haver assolit només accelerar la retirada de l'Església de l'òrbita de les forces del règim.

## Cas Puig Antich
El cop donat a la credibilitat de l'esperit del 12 de febrer va acabar de completar-se poc després amb una nova prova que Franco i el búnquer no es trobaven amatents, en absolut, a fer cap concessió que pogués interpretar-se com debilitat. L'1 de març, Franco es va negar a commutar la pena de mort que havia estat condemnat l'anarquista català Salvador Puig Antich. Va ser executat a garrot vil l'endemà, malgrat el clam internacional.
Això no va fer més que exacerbar la mentalitat de cercle del búnquer. La derrota d'Amintore Fanfani en el referèndum sobre el divorci a Itàlia, la caiguda del règim dels coronels grecs i, poc després, a l'abril de 1974, la revolució portuguesa, tot això va contribuir a endurir ulteriorment l'immobilisme del búnquer. El procés es va intensificar a causa de les nombroses figures del règim, de ment més oberta, que consideraven havia arribat ja el moment d'obrir-se a l'esquerra. L'esquerra espanyola va rebre amb alegria els esdeveniments de Portugal. El blanc dels atacs del búnquer fou la relaxació de la censura amb Pío Cabanillas, l'únic camp que l'esperit del 12 de febrer funcionava de debò. Aleshores, el 28 d'abril, José Antonio Girón de Velasco va publicar una airada arremesa contra Cabanillas i contra l'altre membre del govern relativament liberal, Barrera de Irimo. El Gironazo, publicat a Arriba, va ser acompanyat de denúncies virulentes del Govern per part de Blas Piñar.
L'ofensiva verbal va ser acompanyada també per una sèrie de triomfs tangibles. El 13 de juny el cap de l'Estat Major, el general liberal Manuel Díez Alegria, va ser destituït com a càstig després d'una visita a Romania. El 15 de juny, quan Arias anunciava el seu pla per a les associacions polítiques, simultàniament es va declarar que aquestes no haurien d'alterar el paper del moviment ni l'esperit del règim.